# Ranzania laevis
Ranzania laevis là một loài cá của họ Molidae và thành viên duy nhất của chi Ranzania. Người ta tìm thấy loài này ở khắp nơi trên thế giới ở các vùng biển nhiệt đới và ôn đới. Chiều dài cơ thể Ranzania laevis lên tới 1 m.

## Hình ảnh

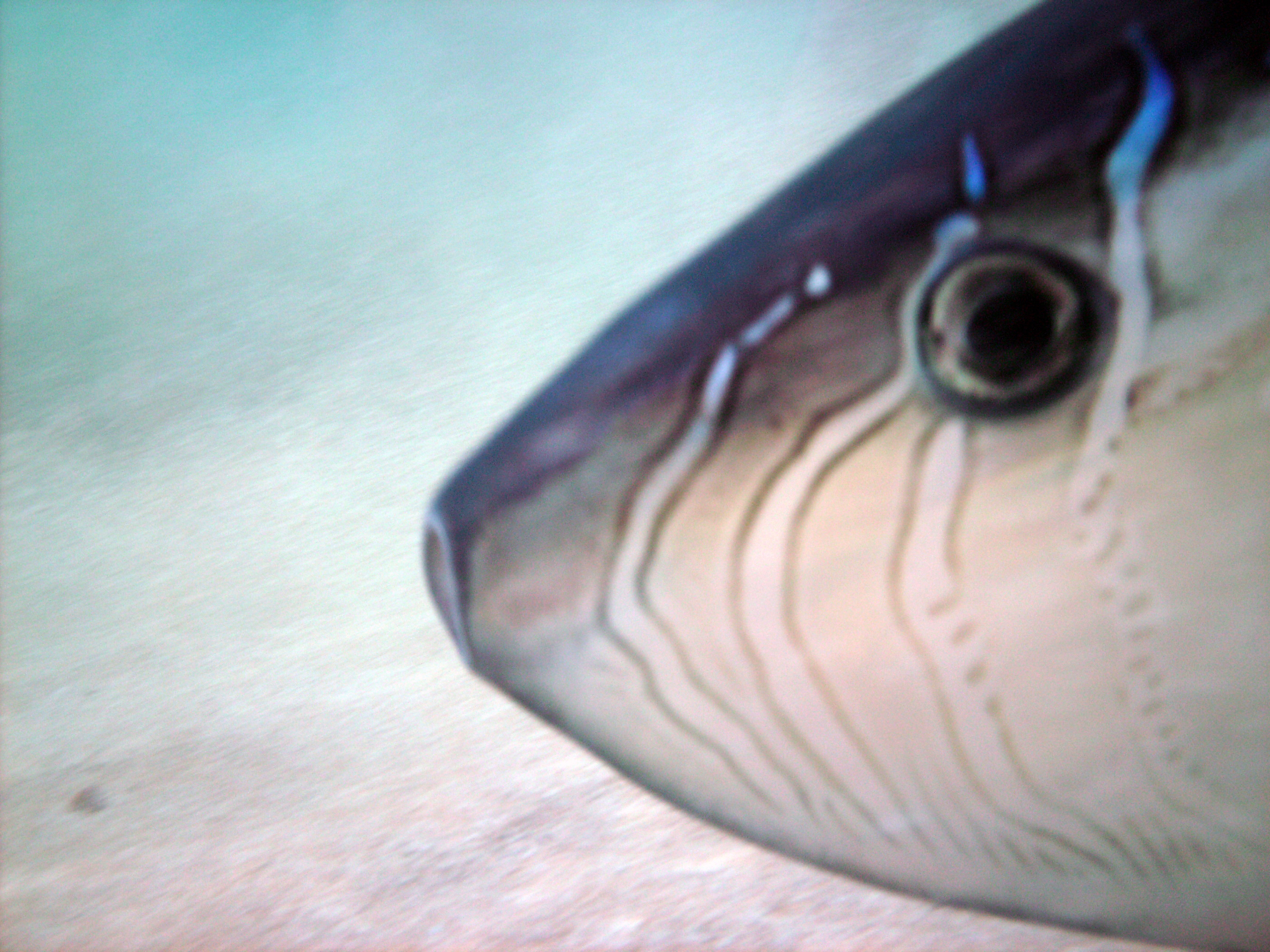
Cận cảnh phần đầu của Ranzania laevis
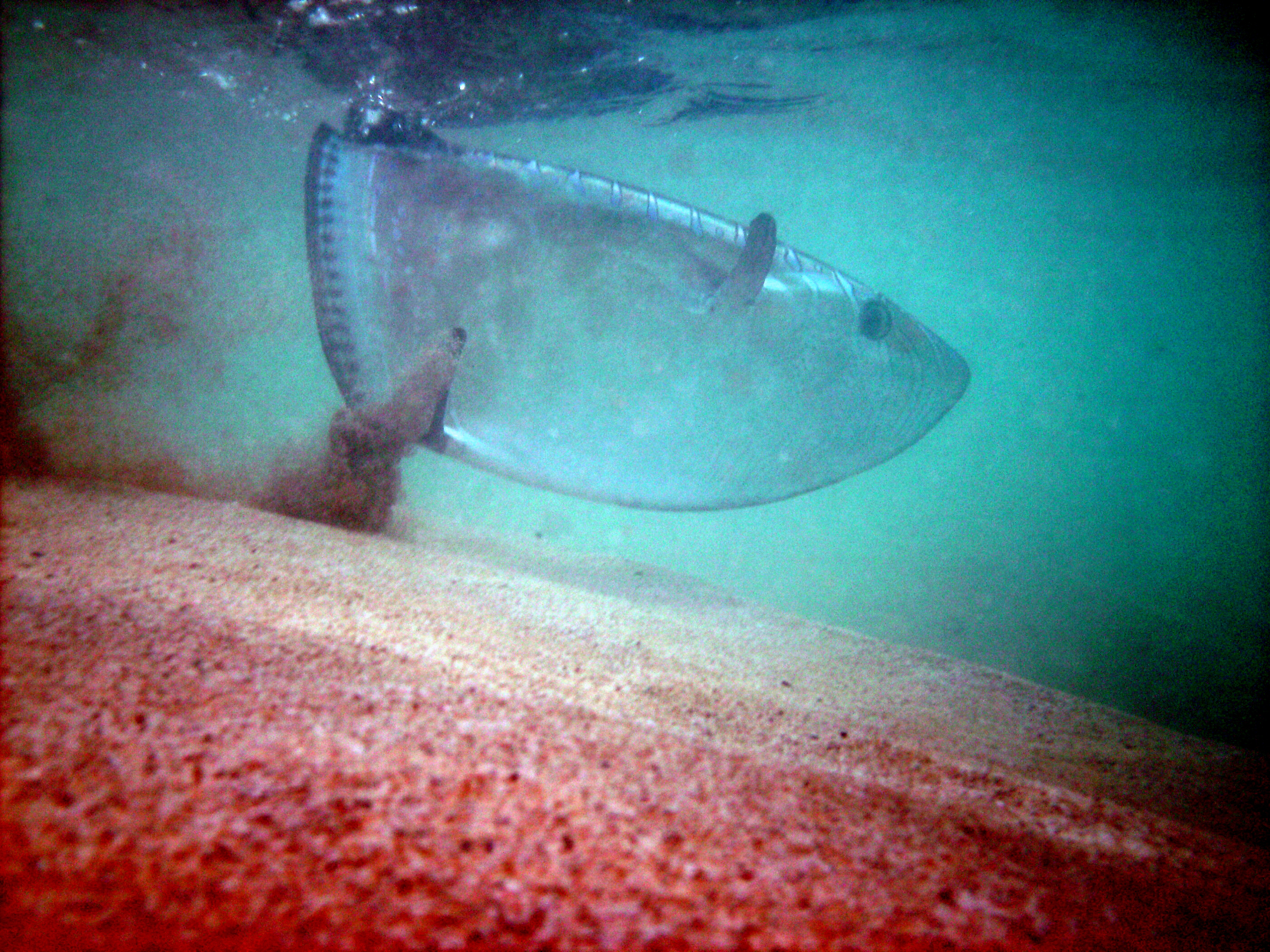
Ranzania laevis ở vịnh Napili, Maui, Hawaii